# Alanganallur
Alanganallur là một thị xã panchayat của quận Madurai thuộc bang Tamil Nadu, Ấn Độ.

## Địa lý
Alanganallur có vị trí 10°04′B 78°03′Đ / 10,07°B 78,05°Đ Nó có độ cao trung bình là 185 mét (606 foot).

## Nhân khẩu
Theo điều tra dân số năm 2001 của Ấn Độ, Alanganallur có dân số 11.064 người. Phái nam chiếm 50% tổng số dân và phái nữ chiếm 50%. Alanganallur có tỷ lệ 60% biết đọc biết viết, cao hơn tỷ lệ trung bình toàn quốc là 59,5%: tỷ lệ cho phái nam là 69%, và tỷ lệ cho phái nữ là 51%. Tại Alanganallur, 12% dân số nhỏ hơn 6 tuổi.